# BusyBox
A BusyBox egy olyan program, amely egy futtatható bináris fájlban valósítja meg a Unix rendszerekből ismert egyszerűsített parancsok használatának lehetőségét. Több különböző POSIX kompatibilis operációs rendszerben fut, mint az Android, Linux vagy FreeBSD. Az eredeti célja szerint kis erőforrás igényű beágyazott operációs rendszerekhez készült. A program a GNU Általános Nyilvános Licenc szerint használható szabad szoftver.

## Története

### Kezdetek
Eredeti változatát Bruce Perens alapozta meg 1995-ben, amelyet végül 1996-ban fejezett be. Célja egy olyan önállóan indítható rendszer volt, amely elfért egy floppy lemezen és segítségével a felhasználónak lehetősége nyílt a Debian Linux disztribúció feltelepítésére. Az azóta eltelt időben ez lett a de facto felhasználó oldali alap eszközkészlet, amit a különböző beágyazott Linux operációs rendszerek és Linux disztribúciók telepítőiben alkalmaznak. Ez nagyban köszönhető annak, hogy rendkívül kis helyfoglalása ellenére több mint 200 hasznos parancs futtatását teszi lehetővé.

## Sajátosságok
A legtöbb számítógépes programnál külön futtatható állományokban valósítják meg az alapjaiban eltérő funkciókat, a BusyBox ezzel szemben egy darab futtatható állományban abszolvál több száz parancsot. Ennek a megoldásnak az egyik legnagyobb előnye azzal szemben, mintha minden külön futtatható állományokba kerülne, hogy jelentős tárterületet spórol, amit minden egyes futtatható állomány fejléce foglalna el, valamint a megosztott rutinokat tartalmazó könyvtárakra sincs szüksége, hiszen azok eleve a kód részét képezik. A különböző parancsok meghívása szimbolikus és hard linkekkel, valamint különböző kapcsolókkal és paraméterezéssel oldható meg.

### Parancsok
Az alábbi lista nem teljes körű, a parancsok teljes listája és részletes leírása a hivatalos weboldalon elérhető.
- ash
- awk
- cat — fájltartalom másolása a szabványos kimenetre
- chmod — fájlok attribútumainak szerkesztése
- cp — másolás
- date — dátum és idő kiírása
- dd — fájl másolás konvertálással
- df — fájlrendszerhasználat listázása
- dmesg
- echo — megadott szöveg kiírása
- egrep
- fgrep
- getty
- grep — szűrés megadott mintára
- gunzip — csomagolt fájl kicsomagolása
- gzip — fájl csomagolása
- init
- kill (command)|kill — folyamat kényszerített leállítása
- ln — linkelés létrehozása
- login — bejelentkezés a rendszeren
- ls — fájlok és mappák listázása
- mdev
- mkdir — mappa létrehozása
- more
- mount — fájlrendszer csatolása
- mv — állomány mozgatása
- nc — netcat – hálózati segédprogram
- netstat — hálózati statisztika
- ntpc
- ntpsync
- nvram
- pidof — folyamatazonosító lekérdezése
- ping — ICMP ECHO kérés küldése
- ps — futó folyamatok lekérdezése
- pwd — aktuális munkamappa kiírása
- rm — fájl törlése
- rmdir — mappa törlése
- rstats
- sed — szövegmanipuláló
- rpm2cpio
- rtcwake
- run-parts
- runlevel
- runsv
- runsvdir
- rx
- script
- setkeycodes
- setlogcons
- setsid
- setuidgid
- sh
- sleep — futás szüneteltetése megadott időtartamra
- sha1sum — SHA-1 hash számolása és ellenőrzése
- sha256sum — SHA-512 hash számolása és ellenőrzése
- start-stop-daemon
- stat
- strings
- stty
- su — privilegizáltan vagy más nevében futtatás
- sulogin
- sum
- sv
- svlogd
- swapoff
- swapon
- switch root
- sync
- sysctl
- syslogd
- tac — fájl tartalmának listázása soronként visszafelé
- tail — fájl végének kiírása
- tar — archívum fájl készítése
- taskset
- tcpsvd
- tee — kimenet küldése több fájlba
- telnet — telnet kliens
- telnetd
- test — ellenőrző parancs
- tftp
- tftpd
- time — parancs futásának időtartama
- timeout — parancs futtatása időlimittel
- top — futó folyamat statisztika lekérése
- touch — fájl időbélyegének megváltoztatása
- tr — karaktercsere vagy törlés
- traceroute — hálózati csomag útvonalkövetése
- true
- tty
- ttysize
- udhcpc — dhcp kliens
- udhcpd
- udpsvd
- umount — fájlrendszer lecsatolása
- uname — rendszerinformáció lekérése
- uncompress
- unexpand
- uniq
- unix2dos
- unlzma
- unlzop
- unzip]
- uptime — rendszer futásidejének lekérdezése
- usleep — futás felfüggesztése megadott mikroszekundumig
- vconfig
- vi — fájlszerkesztő
- vlock
- volname — kötet nevének lekérése
- watch
- watchdog
- wc — szavak, sorok vagy karakterek számának kiírása
- wget
- which — program elérési helyének lekérdezése
- who — bejelentkezett felhasználók lekérdezése
- whoami — aktuális felhasználó lekérdezése
- xargs — paraméterek beolvasásával parancsot indít
- yes — megadott szöveg kiírása végtelen ciklusban
- zcat — kicsomagolás a szabványos kimenetre
- zcip